# 中国文摘
中国文摘是世界上第一款中英双语财经类文摘iPad读物。该读物于2011年12月12日通过了苹果商店的审核而面世。2012年1月10日，在北京召开了《中国文摘》启动仪式暨“iPad开FUN新媒体”主题论坛。

## 简介
该读物由中国外文局研发，《中国报道》杂志社制作并运营。该读物主要关注中国财经和时政。该读物产生于iPad平台，并无纸质传统媒体。该读物的中文班和英文版面向不同读者提供服务。非iPad用户将可以在其网站上阅读该读物。